# Тхилнари
Тхилнари (груз. თხილნარი) — село в Грузии, на территории Хелвачаурского муниципалитета автономной республики Аджария.

## География
Село находится в юго-западной части Грузии, на левом берегу реки Чорох, на расстоянии 1 километра (по прямой) к югу от города Батуми, административного центра муниципалитета и автономной республики. Абсолютная высота — 32 метра над уровнем моря.

## Население
По результатам официальной переписи населения 2014 года, в Тхилнари проживало 2239 человек (1110 мужчин и 1129 женщин). В национальной структуре населения грузины составляли 99,6 %, русские — 0,1 %, украинцы — 0,1 %.
| Год  | Население, человек |
| ---- | ------------------ |
| 2002 | 2031               |
| 2014 | ↗ 2239             |